# Oswaldo Silva
Oswaldo Silva, beter bekend als Baltazar, (Santos, 14 januari 1926 –  São Paulo, 25 maart 1997) was een Braziliaanse voetballer.

## Biografie
Baltazar begon zijn carrière bij kleinere clubs en werd in 1945 opgemerkt door Corinthians Paulista, waar hij twaalf jaar ging spelen. Hij was er samen met Luizinho en Cláudio een gouden aanvalstrio voor de club en won er drie keer het Campeonato Paulista, drie keer het Torneio Rio-São Paulo en in 1953 de Pequeña Copa del Mundo, de voorloper van de wereldbeker. Hij scoorde er 267 keer, waarvan 71 keer met de kop. Hij speelde ook voor het nationale elftal en speelde op het WK 1950 en WK 1954. In 1950 scoorde hij in de openingswedstrijd tegen Mexico de 4-0 en tegen Zwitserland maakte hij de 2-1, al kwamen de Zwitsers later wel nog langszij. Voor de kwalificatie van het WK 1954 scoorde hij acht keer en hij was op het WK een van de vier spelers die ook op het vorige WK gespeeld had. Op het WK openden de Brazilianen opnieuw tegen Mexico en Baltazar scoorde de eerste goal van het WK. De Brazilianen gingen er in de kwartfinale uit tegen Hongarije in een wedstrijd die de geschiedenis zou ingaan als de Slag van Bern.
Hij overleed in 1997 op 71-jarige leeftijd. Zijn levenseinde was triestig, hij verzeilde in de armoede.